# Cantonul Dieppe-Ouest
Cantonul Dieppe-Ouest este un canton din arondismentul Dieppe, departamentul Seine-Maritime, regiunea Haute-Normandie, Franța.

## Comune
| Comune | Populație (1999) | Cod poștal | Cod INSEE |
| ------ | ---------------- | ---------- | --------- |
| Dieppe | 20 777 (1)       | 76200      | 76217     |